# Belem Guerrero
Belem Guerrero Méndez (nascida em 8 de março de 1974) é uma ex-ciclista olímpica mexicana.

## Carreira olímpica
Belem representou sua nação em três edições dos Jogos Olímpicos: Atlanta 1996, Sydney 2000 e Atenas 2004. Conquistou uma medalha de prata em 2004, na prova de corrida por pontos.